# بريناري حقلي
بريناري حقلي (الاسم العلمي:Parinari campestris) هو نوع من النباتات يتبع جنس البريناري من فصيلة البلوطية الذهبية.